# Centaurea occasus
Centaurea occasus é uma espécie de planta com flor pertencente à família Asteraceae. 
A autoridade científica da espécie é Fern.Casas, tendo sido publicada em Fontqueria 48: 221. 1998 (1997 publ. 1998).

## Portugal
Trata-se de uma espécie presente no território português, nomeadamente em Portugal Continental.
Em termos de naturalidade é endémica da região atrás referida.

## Protecção
Não se encontra protegida por legislação portuguesa ou da Comunidade Europeia.